# II. Berengár itáliai király
II. Berengár (913 körül – 966. július 6.) ivreai őrgróf, itáliai király 950 és 951, alkirály 951 és 963 között.

## Ivreai őrgrófsága
I. Adalbert ivreai őrgróf és Friuli Gizella gyermeke volt, valamint I. Berengár itáliai király unokája.
945-ben fellázadt Hugó itáliai király ellen és lázadása sikeres volt, annál is inkább, mivel a németek is támogatták, ugyanis Berengár hűséget esküdött I. Ottó királynak. A lázadás sikerét követően is meghagyta Hugo-t királynak, de a tényleges hatalom valójában az ő kezében volt. Hugo 948-ban bekövetkezett halála után fia, Lothár lett a király, de tényleges hatalma nem volt. 
A 947. évről a kortárs Liudprand cremonai püspök tudósítása maradt ránk Antapodosis nevű munkájában, amikor a magyar csapatok Apulia és Otranto vidékéig nyomultak. Liudrand szerint ez idő tájt Taxis (Taksony), a magyarok királya nagy sereggel jött Itáliába. Berengár király tíz mérő pénzt adott neki, de nem a saját pénzéből, hanem abból, amit az egyházaktól és a szegényektől begyűjtött... (Fordította Horváth János). 

## Itáliai királysága
Lothár halála után, Berengár 950. december 15-én királlyá koronáztatta magát. Ezt követően már nehezére esett teljesíteni Ottóval szemben hűbéresi kötelezettségeit, ezért rossz viszonyba került a királlyal. A nyílt viszály kitörésére az szolgáltatott ürügyet, hogy Berengár hozzá akarta kényszeríteni feleségül fiához, Adalberthez, Lothár király özvegyét, Adelhaid-ot, aki azonban ebbe nem volt hajlandó beleegyezni, ezért Berengár Garda várába záratta. Adelhaid azonban megszökött és Canossa-ba menekült, ahonnan segélykérő levelet írt Ottónak és cserébe a kezét, valamint a királyságot ajánlotta fel. Ottó kihasználta az alkalmat és 951-ben betört Itáliába, elkergette Berengárt, valamint feleségül vette Adelhaid-ot, majd 952-ben hazatért seregével.
Ottó Konrád lotaringiai herceg közbenjárására visszahelyezte Berengárt hűbéreseként a trónra, viszont cserébe ezért át kellett adnia a németeknek néhány határmenti várat, köztük Friuli-t  Berengár nem tartotta be sokáig hűbéresküjét, sőt 960-ban megtámadta XII. János pápát, majd 962-ben ostrom alá vette Rómát. Időközben azonban Ottó megérkezett seregével és elkergette Berengár seregét Róma falai alól. Jutalmul ezért a pápa Ottót császárrá koronázta, ennek az eseménynek köszönhetően jött létre a Német-római Birodalom.

## Bukása és halála
Ottó ezt követően is folytatta hadjáratát Berengár ellen, akit 963-ra teljesen legyőzött. Berengár fogságba esett és a Német-római Birodalomba vitték, ahol 966-ban halt meg. 963-at követően az itáliai király címet a császárok, illetve a császári cím várományosai viselték. A Milánóban a lombard vaskoronával végzett itáliai királlyá koronázás előfeltételévé vált a római császári koronázásnak egészen a 15. század végéig, amikor I. Miksa német-római császár egyik koronázást sem végeztette el.